# Rap daje mi siłę
Rap daje mi siłę – trzeci (czwarty, licząc album Hardcorowa komercja – Nic naprawdę) solowy album Borixona. Wydawnictwo ukazało się 6 listopada 2004 nakładem wytwórni płytowej Camey Studio.
20 lipca 2012 ukazała się reedycja albumu Rap Daje Mi Siłę – Reedycja, wydana przez wytwórnię Step Records.

## Lista utworów
Opracowano na podstawie materiału źródłowego.
1. „Intro” (produkcja: Teka) – 1:08
2. „Ja tu zostaje” (produkcja: Bezik, gościnnie: Chicx) – 4:03
3. „Rap daje mi siłę” (produkcja: Bezik) – 3:21
4. „Jestem sobą” (produkcja: Bezik) – 2:55
5. „Baletudo” (produkcja: Vazqez, gościnnie: LWWL) – 4:16
6. „Tyle chwil” (produkcja: Bezik, gościnnie: Wojtas) – 3:14
7. „LWWL” (produkcja: LWWL, gościnnie: LWWL) – 3:45
8. „Błyszcz” (produkcja: Bezik) – 3:14
9. „Skit” (gościnnie: Oliwka) – 0:23
10. „Słowa droższe od pieniędzy” (produkcja: Nolte) – 4:02
11. „Sprawdź to działa” (produkcja: Teka) – 3:46
12. „Dedykowano” (produkcja: Teka) – 3:30
13. „Energia nie zgasła” (produkcja: Teka, gościnnie: Rada) – 3:16
14. „Nie ma ich” (produkcja: Teka, gościnnie: Teka) – 4:11
15. „Pociąg do monet” (produkcja: Camey) – 3:18
16. „Muzyka i klub” (remiks: O$ka) – 2:56
17. „Outro” – 1:15